# سيرينا أوتييري
سيرينا اوتييري (بالإيطالية: Serena Autieri) (ولدت في 4 أبريل 1976) هي المغنيه الإيطاليه، والممثلة للسينما والمسرح والتلفزيون. شاركت في استضافة العرض الثالث والخمسين للمهرجان السنوي سان ريمو الموسيقى في عام 2003، جنبا إلى جنب مع بيبو بودو وكلوديا غيري

## المسيرة المهنية
ولدت سيرينا اوتييري في نابولي، كامبانيا. عندما كانت طفلة درست الباليه والغناء، والتلاوة. في 14 نيسان 2003، أصدرت ألبومها أنيما الروح. وكانت لها التلفزيون لأول مرة في عام 1998 في أوبرا الصابون Un posto al sole بثته راي تري. كان لاوتييري أول ظهور لها على الساحة في عام 2002 في الفلم الموسيقي Bulli e pupe. في العام التالي، في عام 2003، شاركت في استضافة العرض 52 لمهرجان متلفز-الموسيقى سان ريمو جنبا إلى جنب مع مقدم بيبو بودو والممثلة كلوديا غيري  في عام 2004، وقالت انها لها أول دور البطولة في صورة رئيسية مع سارة مايو، والذي كان موجها من قبل ماريانا سيفيريس.

## وصلات خارجية
- سيرينا أوتييري على موقع IMDb (الإنجليزية)
- سيرينا أوتييري على موقع روتن توميتوز (الإنجليزية)
- سيرينا أوتييري على موقع ألو سيني (الفرنسية)
- سيرينا أوتييري على موقع ميوزك برينز (الإنجليزية)
- سيرينا أوتييري على موقع أول موفي (الإنجليزية)
- سيرينا أوتييري على موقع أول ميوزيك (الإنجليزية)
- سيرينا أوتييري على موقع ديسكوغز (الإنجليزية)
- سيرينا أوتييري على موقع قاعدة بيانات الفيلم (الإنجليزية)
- سيرينا أوتييري على موقع كينوبويسك (الروسية)